# افقيرن (آيت حدو بلحسن)
افقيرن هو دُوَّار يقع بجماعة تالسينت، إقليم فكيك، جهة الشرق في المملكة المغربية. ينتمي الدوّار لمشيخة آيت حدو بلحسن التي تضم 6 دواوير. يقدر عدد سكانه بـ 12 نسمة حسب الإحصاء الرسمي للسكان والسكنى لسنة 2004.

## روابط خارجية
- البوابة الوطنية للجماعات الترابية
- المندوبية السامية للتخطيط